# Formigny La Bataille
Formigny La Bataille è un comune francese di nuova costituzione in Normandia, dipartimento del Calvados, arrondissement di Bayeux. Il 1º gennaio 2019 è stato creato accorpando i comuni di Aignerville, Écrammeville, Formigny e Louvières, che ne sono diventati comuni delegati.